# Chivalry: Medieval Warfare
Chivalry: Medieval Warfare ist ein Actionspiel, das vom kanadischen Spieleentwickler Torn Banner Studios entwickelt wurde. Es ist der Nachfolger der kostenlosen Half-Life-2-Modifikation Age of Chivalry und spielt in der fiktiven, mittelalterlichen Welt „Agatha“, in der sich zwei Fraktionen; die königstreuen „Agathian Knights“ und der aufständische „Mason Order“, in einem Bürgerkrieg befinden. Es ist am 16. Oktober 2012 erstmals für Windows erschienen, die deutsche Fassung erschien am 20. Juni 2014. Am 25. Februar 2015 wurden Versionen für OS X und Linux veröffentlicht. Die Versionen für PlayStation 4 und Xbox One sind in Nordamerika am 1. Dezember 2015 und in den übrigen Regionen einen Tag später erschienen.

## Spielprinzip
Der Nahkampf dominiert das Spiel und wird mit mittelalterlichen Waffen in der Ego- oder Third-Person-Perspektive ausgetragen. Der Fokus liegt dabei auf Belagerungsschlachten. Die Spieler müssen in zwei Teams mit bis zu 32 Spielern auf unterschiedlichen Karten verschiedene Aufgaben (bspw. das Burgtor mittels eines Rammbocks einrammen, das feindliche Lager plündern usw.) erfüllen bzw. den Gegner davon abhalten. Anders als in Age of Chivalry stehen dem Spieler nicht neun, sondern nur vier Klassen (Bogenschütze, Waffenknecht, Pikenier, Ritter) zur Verfügung, mehr Spielvielfalt wird aber dennoch durch ein massiv erweitertes Waffenarsenal erreicht. Chivalry besitzt keine Einzelspielerkampagne, es gibt jedoch eine Einführung und es sind Offline-Matches gegen Bots möglich.

## Chivalry: Deadliest Warrior
Am 14. November 2013 wurde Chivalry: Deadliest Warrior auf Steam veröffentlicht. Die Erweiterung bietet neue Klassen (Samurai, Ninja, Spartaner, Piraten und Wikinger) und Karten.

## Nachfolger
Am 9. Juni 2019 wurde Chivalry 2 als direkter Nachfolger zu Chivalry: Medieval Warfare angekündigt und sollte ursprünglich 2020 erscheinen. Die Veröffentlichung verzögerte sich bis 2021. Am 8. Juni 2021 wurde Chivalry 2 für Windows, PlayStation 4, PlayStation 5, Xbox One und Xbox Series X und S veröffentlicht.
Im Gegensatz zum Vorgänger unterstützt Chivalry 2 Crossplay für alle Plattformen. Das Spiel hat sich bis zum 17. August 2021 über eine Million Mal verkauft.